# Dilophotes diversipennis
Dilophotes diversipennis là một loài bọ cánh cứng trong họ Lycidae. Loài này được Pic mô tả khoa học năm 1922.